# Buraco do Lume
A Praça Mário Lago, anteriormente chamada Praça Melvin Jones, e popularmente conhecida como Buraco do Lume, é uma praça situada no Centro da cidade do Rio de Janeiro, próximo ao largo da Carioca e de sua estação de metrô. O Buraco do Lume é considerado um lugar tradicional de manifestação política, principalmente de partidos de esquerda. Às segundas-feiras é ocupado por militantes do Partido dos Trabalhadores (PT), enquanto às sextas é ocupado pelo Partido Socialismo e Liberdade (PSOL).

## História

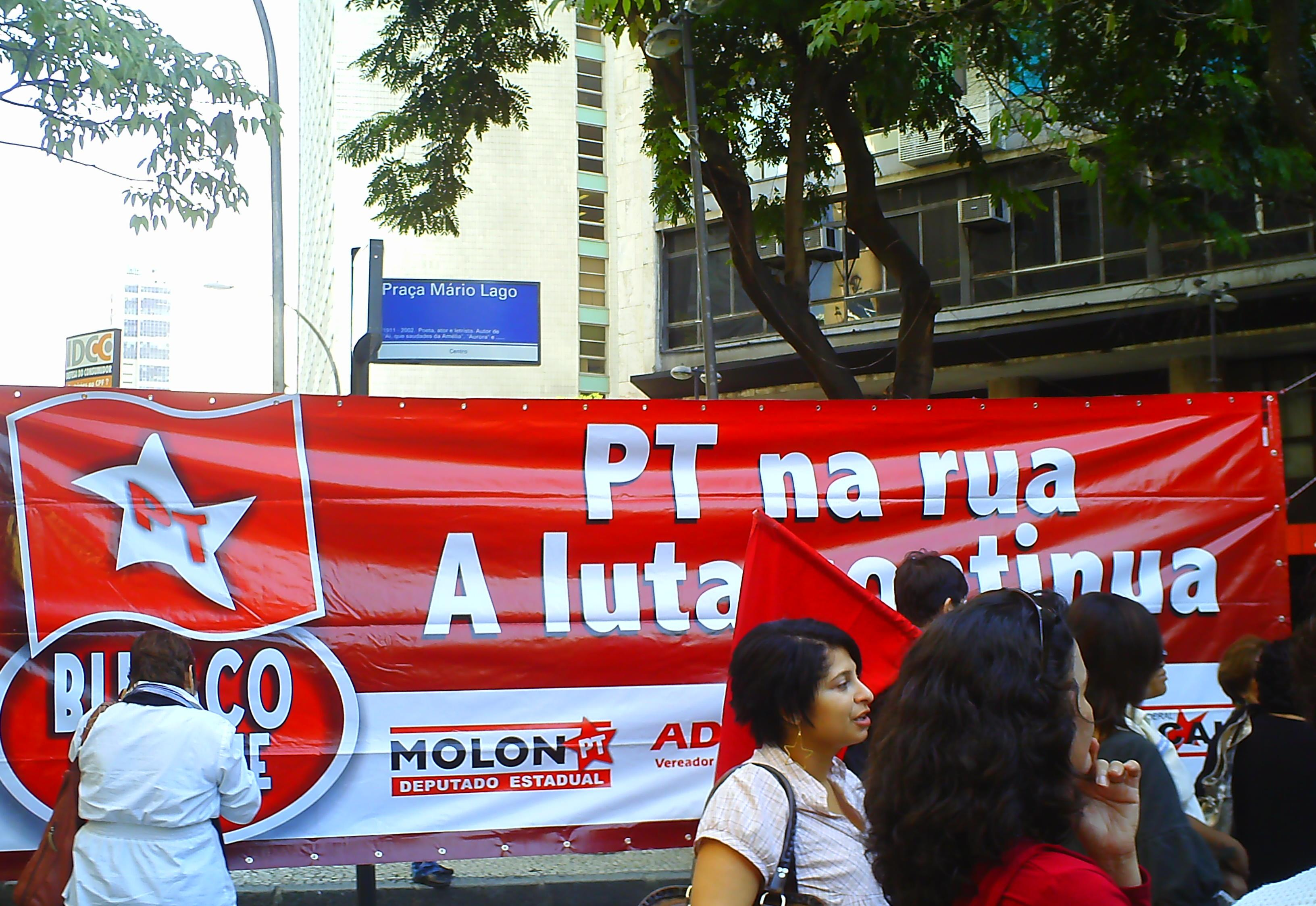
Buraco do Lume, no dia da inauguração da placa com o novo nome, enquanto ocorria a prestação de contas de parlamentares do PT.

A Praça Henrique Lage foi demolida, em 1963, durante as obras de construção do Edifício Lúcio Costa, sede do Banco do Estado da Guanabara (BEG), servindo de canteiro de obras para a construção. Após a abertura do edifício, o terreno da praça foi incorporado ao patrimônio do BEG e serviu durante anos como estacionamento dos funcionários do banco.
Em fevereiro de 1973, o BEG resolveu leiloar o terreno. Diversos grupos apresentaram propostas, sendo vencedor o Grupo Lume (de Lynaldo Uchoa de Medeiros). O Lume adquiriu o terreno (através de sua subsidiária Contal) pela quantia de 111 milhões de cruzeiros e prometia construir sua sede no local. O projeto previa um edifício de 50 andares, que seria o maior do Brasil. Sem recursos para financiar sozinho o empreendimento, o Lume se associou ao Banco Halles que se comprometeu a avalizar o negócio em troca de 40% da propriedade do edifício. Apesar das fundações do prédio serem parcialmente construídas, as obras pararam após a liquidação do Halles, em abril de 1974. Numa situação inusitada, o Halles acabou incorporado ao BEG que passou a ser avalista e credor do Lume. O BEG tentou retomar o terreno, porém a instituição já havia repassado o título de propriedade do terreno para a Contal, em 1973. Posteriormente, os negócios do Grupo Lume passaram a enfrentar problemas, com o envolvimento de seu dono em escândalos financeiros e políticos. No final de 1975, o BEG entrou na Justiça contra a Contal por inadimplência. A construtora recorreu ao avalista, a Copeg que era uma subsidiária do próprio BEG, criando um impasse jurídico.
Em 23 de abril de 1976, o Governo Federal liquidou extrajudicialmente o Grupo Lume e as obras de sua projetada sede se resumiam então nos tapumes abandonados ocupando uma área nobre um enorme buraco, escavado para as fundações e garagem do prédio. O povo logo apelidou o canteiro de obras abandonado de "Buraco do Lume", que convivia com a moderna e valorizada Esplanada do Castelo e restos da cidade colonial, que ali permanecia nos velhos sobrados da Rua de São José, formando um enclave numa zona que se modernizava.
Em fins da década de 1990, uma lei do vereador Eliomar Coelho, então no PT, mudou o nome da praça, com o fim de homenagear Mário Lago — advogado, poeta, radialista, letrista e ator — porém os prefeitos Cesar Maia e Luiz Paulo Conde jamais ratificaram a decisão da Câmara Municipal, que só foi efetivada, em 2009, no mandato de Eduardo Paes, quando a placa do logradouro com o novo nome foi finalmente instalada.

## Monumentos
A área pública popularmente conhecida como Buraco do Lume possui alguns monumentos de destaque, são eles: Monumento Leonístico e Estátua de Marielle Franco, inaugurados, em 1977 e 2022, respectivamente.

### Monumento Leonístico

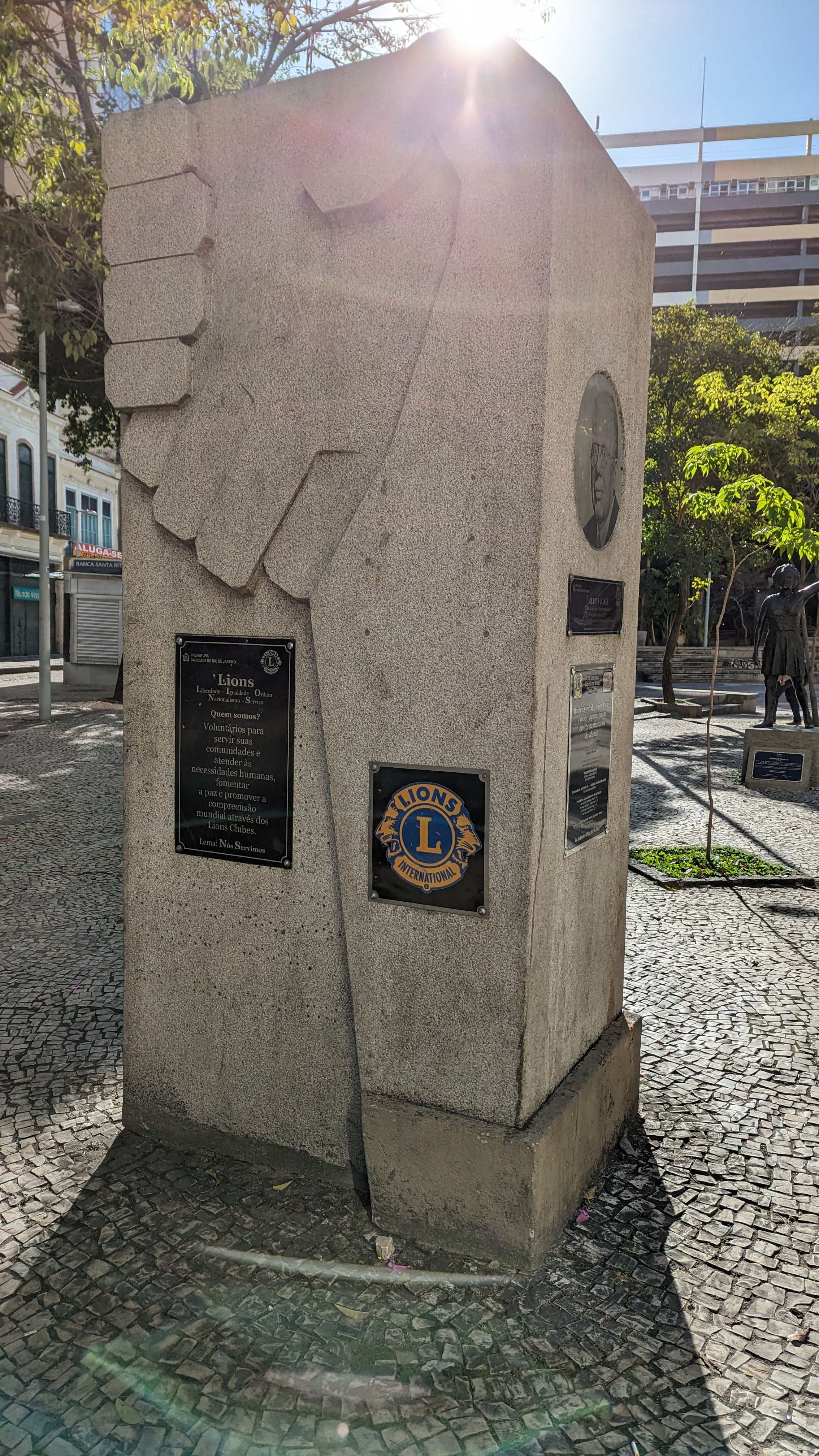
Monumento Leonístico, obra do artista Cristiano Ariel Teixeira. Homenagem ao Lions Club.

Após a praça ter sido denominada oficialmente pela Câmara Municipal do Rio de Janeiro como Praça Melvin Jones, em homenagem ao fundador do clube de serviço Lions Club, em 1977, foi inaugurado numa das extremidades da praça o Monumento Leonístico, obra  do artista Cristiano Ariel Teixeira, detentor de vários prêmios. Composto por um grande bloco maciço de granito cinza tipo "Petrópolis" com quase três metros de altura; tendo, entre outras inscrições e características, as esfinges de Melvin Jones e Armando Fajardo em medalhões de bronze medindo 46 centímetros de diâmetro, cada, com gravação da frases identificadoras: "Fundador do Leonismo" e "Leão número 1 do Brasil", respectivamente; e o símbolo de Lions Internacional fundido em bronze. Na parte frontal superior do bloco estão talhadas na pedra duas gaivotas e dois antebraços cujas mãos se cumprimentam, representando o companheirismo. O trabalho foi custeado por vários Lions Club do Brasil.

### Estátua de Marielle Franco

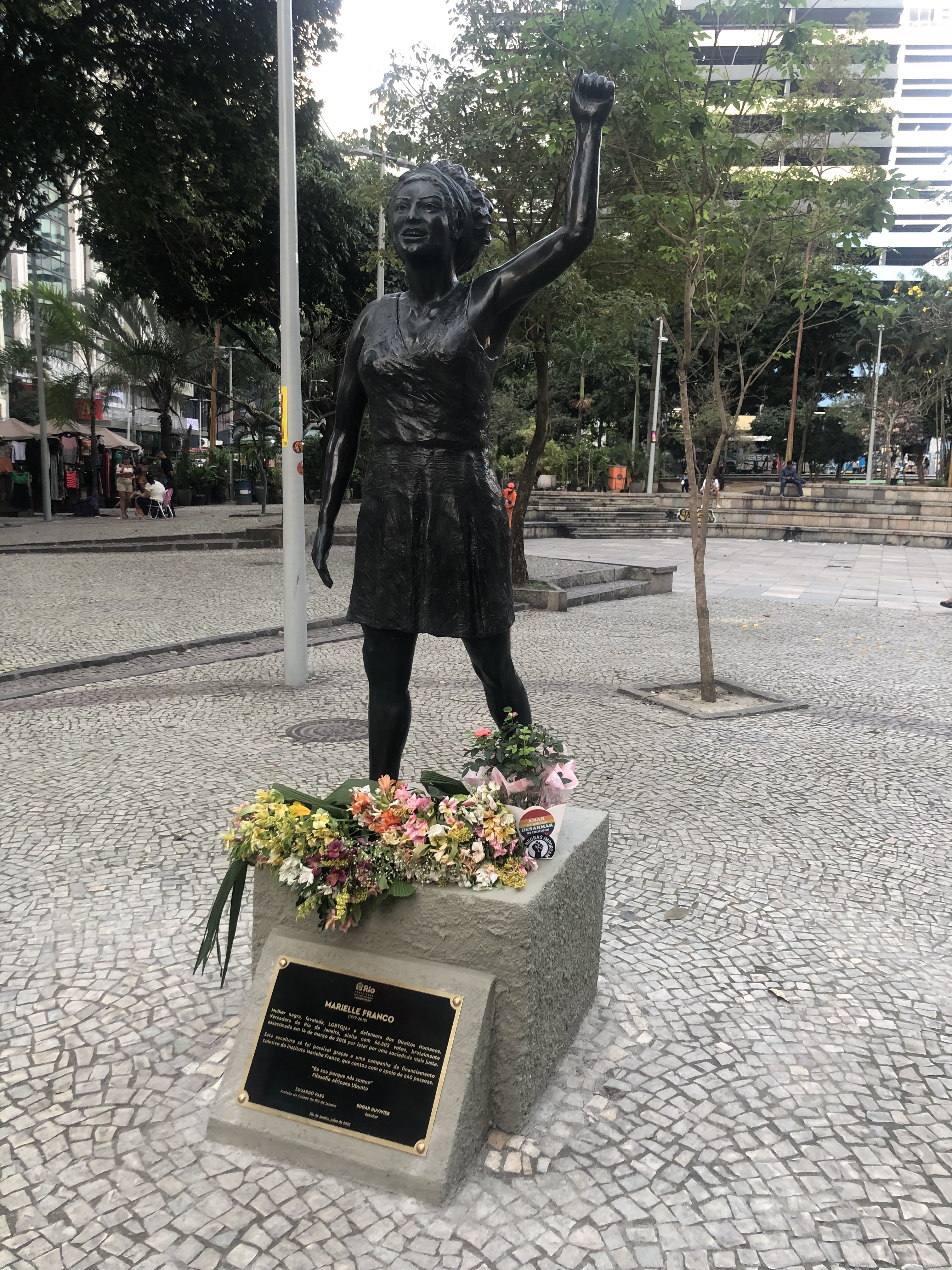
Estátua de Marielle Franco.

Foi inaugurada em 27 de julho de 2022, a estátua da ex-veradora Marielle Franco —  assassinada com o motorista Anderson Gomes, em 2018 — com o punho esquerdo fechado e erguido para cima. A obra é assinada pelo escultor Edgar Duvivier, foi feita em bronze e em tamanho real, ou seja, 1,75 metros de  altura.
| “                                                 | Ir ao ateliê do Edgar e ver a obra ainda no barro foi muito emocionante, ter visto o brilho nos olhos dos meus pais, da Luyara (filha de Marielle). Eu também fiquei muito emocionada em olhar para ela. Nada disso estaria acontecendo se ela estivesse aqui. A gente preferiria mil vezes que fosse ela e não uma estátua. | ” |
| — Anielle Franco, irmã de Marielle, sobre a obra, | |   |